# جيمس مارشال كارتر
جيمس مارشال كارتر (بالإنجليزية: James Marshall Carter)‏ هو محامي وقاضي أمريكي، ولد في 11 مارس 1904 في سانتا باربارا في الولايات المتحدة، وتوفي في 18 نوفمبر 1979 في لاهويا في الولايات المتحدة.